# Martin Alioth

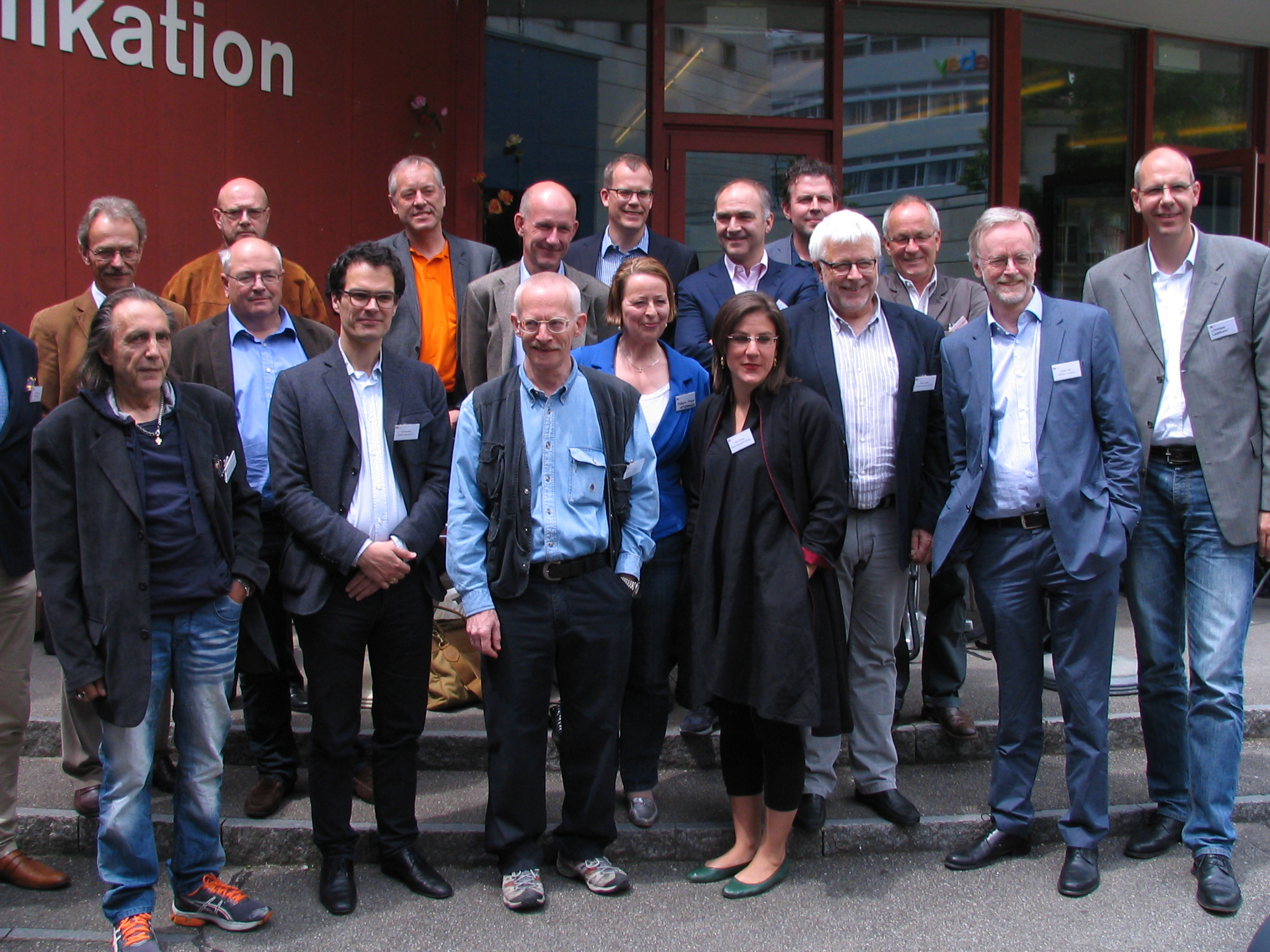
Martin Alioth (hinten links) bei einem Korrespondententreffen 2014

Martin Alioth (* 5. Juli 1954 in Basel; † 18. November 2021) war ein Schweizer Historiker und Journalist.

## Werdegang
Martin Alioth studierte nach der Matura in Basel allgemeine Geschichte des Mittelalters und der Neuzeit sowie Nationalökonomie in Basel und Salzburg. Nach dem Lizentiat arbeitete er als Wissenschaftlicher Mitarbeiter am Historischen Museum Basel. 1988 promovierte er in Basel mit einer Arbeit über das mittelalterliche Strassburg. 
Bereits 1984 war er mit seiner damaligen Frau, der Schriftstellerin Gabrielle Alioth, in die Nähe von Dublin nach Irland ausgewandert, wo er zunächst als freier Korrespondent für Zeitungen wie die NZZ und den Rundfunk tätig war. Ab 2000 war er Grossbritannien-Korrespondent für Radio DRS bzw. SRF. Von 2003 bis 2018 schrieb er für die NZZ am Sonntag. Daneben lieferte er auch regelmässig Beiträge für deutsche und österreichische Medien, wie den Spiegel, ORF oder den Deutschlandfunk. Anfang April 2020 ging er als Korrespondent von Radio SRF in Pension.

## Schriften
- mit Ulrich Barth, Dorothee Huber: Basler Stadtgeschichte 2. Vom Brückenschlag 1225 bis zur Gegenwart, Basel 1981.
- Gruppen an der Macht, Zünfte und Patriziat in Strassburg im 14. und 15. Jahrhundert : Untersuchungen zu Verfassung, Wirtschaftsgefüge und Sozialstruktur, Basel 1988. 2 Bde., 728 S. Zugl.: Diss. phil.-hist. Basel, 1988.
- Irland und Europa 2002–2009, Basel, Europainstitut, 2009. Basler Schriften zur europäischen Integration, Nr. 90. ISBN 978-3-905751-15-4. (PDF)